# Кочкільдіно
Кочкі́льдіно (рос. Кочкильдино, башк. Күскилде) — присілок у складі Мішкинського району Башкортостану, Росія. Входить до складу Акбулатовської сільської ради.
Населення — 3 особи (2010; 4 у 2002).
Національний склад:
- марійці — 100 %